# 제2차 세계 대전의 독일 기갑 전투 차량 목록
2차 세계 대전의 독일 기갑 전투 차량 목록은, 제2차 세계 대전 중에 독일이 사용한 각종 기갑차량 목록이다. 여기에는 독일이 개발한 물건들도 있지만, 적군이나 점령지로부터 노획하여 독일군이 자군 장비로 편입시켜 사용한 것들도 포함되어 있다.
여기서 기갑 차량은 전차, 자주포, 장갑차이며, 2차 세계 대전 당시에만 사용된 장르인 대전차자주포와 돌격포도 포함되어 있다.

## 전차

### 전체 목록
- Sd.Kfz.101 PzKpfw I : 1호 전차
- Sd.Kfz.121 PzKpfw II : 2호 전차
- Pz.Kpfw. 35(t) : 35(t)전차
- Sd.Kfz.140 PzKpfw 38(t) : 38(t) 전차
- Sd.Kfz.141 PzKpfw III : 3호 전차
- Sd.Kfz.161 PzKpfw IV : 4호 전차
- Sd.Kfz.171 PzKpfw V : 5호 전차 판터
- Sd.Kfz.181 PzKpfw VI : 6호 전차 티거1
- Sd.Kfz.181 ausf.B PzKpfw VI : 6호 전차 B형 티거2

### 1호 전차-1934년 개발
독일군측 제식 명칭은 Sd.Kfz.101 PzKpfw I이다. 영어권에서는 Panzer I, 한국 및 일본 등에서는 '1호 전차'로 표현한다. 1호 전차는 전투용 차량으로 개발된 것은 아니었으나, 전차란 물건에 대해 육군과 산업계를 숙달시키는데에는 충분했다. 생산 종료된 1937년에 총 1,867대의 1호 전차가 생산되었고, 이 중 1,493대가 포탑을 갖췄으며 나머지는 지휘용이나 훈련용으로 사용되었다. 무장은 7.92mm MG13 경기관총 2정이다. 자세한 것은 1호 전차 참조.
- 변형

- 1호 대전차자주포 - 노획한 체코제 47mm 대전차포인 Pak36(t) L43/4를 1호 전차의 차체에 설치한 대전차자주포이다. 독일군 최초의 대전차자주포로서 제2차 세계 대전 초기에 활약하였다.
- 1호 지휘전차 : 7.92mm 기관총 1정을 장착한 지휘전차이다.
- 1호 대공전차(Flakpanzer I) : 1호전차 차체에 Flak 38 20mm 대공 기관포를 장착한 대공전차이다.
- 베를린전투 당시 1호전차 차체에 50mm Pak38 대전차포를 장착한 기록이 있다.
- 1호전차에 3호전차 포탑을 장착한 사진도 있다.
- 1호자주포"비존" : 1호전차 차체에 sIG 33B 150mm 중보병포를 얹진뒤, 포방패를 붙인 자주포다. 1940년 프랑스 침공때 활약했으며, 2호자주포를 만든 계기이기도 하다..영어계,독일에서는 sturmpanzer I Bison(슈트름판저 I 비존) 라고 쓴다.

### 2호 전차-1937년 개발
독일군측 제식 명칭은 Sd.Kfz.121 PzKpfw II이다. 영어권에서는 독일어 원어를 살린 'Panzer II'로, 한국 및 일본 등에서는 '2호 전차'로 표현한다.
2호 전차는 1호 전차를 대체할 목적으로 개발된 보다 무거운 차량이다. 어느 정도 장갑관통력이 있는 20mm 기관포 1문과 7.92mm 기관총 1정을 장비하였다. 전쟁 발발 전까지 1223대가 생산되었다.초기형은 FLak 30 20mm 기관포를장착했으나 후기형들은 FLak 38 20mm 기관포를 달다가 5cm Pak 38 대전차포도 달아보았다(H형).
- 변형

- Panzer II (f) = 화염방사 전차
- Sd.Kfz. 131 마르더 2 = 75mm 대전차포 Pak40을 2호 전차 차체에 탑재한 대전차자주포.
- Sd.Kfz. 124 베스페 = 105mm 곡사포를 2호 전차 차체에 탑재한 자주포."베스페"는 독일어로 "말벌"을 뜻한다.
- 2호자주포 "비존" :2호전차B형 차체의 길이 60cm를 늘리고 보기륜 양쪽 각각 1개씩 추가한뒤, sIG 33 B 150mm 重보병포를 탑재했다. 총 12대가 알케트 社에서 생산되었으며, 북아프리카 전선에서 DAK(도이치 아프리카 군단) 만이 사용했다.2차 엘 알레마인 전투때 전멸했다.전후 이집트군은 버려진 2호자주포를 수리한 뒤 중동전쟁때 사용했다.영어계와 독일에서는 sturmpanzer II (슈트름판저 II)라고 쓴다.북아프리카 군단(DAK)는 포탑이 날라간 3호전차 차체에 2호 자주포의 sIG 33B 중보병포를 2호자주포와 유사하게 장착한 적 도 있다. 다만 3호 돌격전차와는 엄연히 다르다.
- 2호 수중도하전차-영국 본토 침공 작전인 바다사자 작전을 위해 수륙양용으로 개조된 2호전차이다. 바다사자 작전이 취소되자, 2호 수중도하전차는 동부전선에서 하천 도하용으로 사용됐다.

### 35(t)전차-1935년 체코슬로바키아 개발
체코슬로바키아의 슈코다 社(Šcoda)1935년에 개발한 전차이다.4호전차와 같은 현가장치인 리프-스프링 현가장치를 사용했으며, 1938년 체코슬로바키아 합병당시 38(t)전차 2대와 함께 35(t) 전차 235대를 독일에 가져갔다.

### 38(t)전차-1938년 체코슬로바키아 개발
독일군측 제식 명칭은 Sd.Kfz.140 PzKpfw 38(t)이다. 영어권에서는 Panzer 38(t), 한국 및 일본 등에서는 '38(t) 전차'로 표현한다. 38(t)를 38톤으로 잘못 오해하기도 하지만, 이름의 '(t)'는 독일어로 체코를 나타내는 글자(tschechisch)의 첫 머리로서, 이 전차가 본래 체코제로서 독일군제식 장비로 편입된 것임을 나타낸다. 1939년 3월, 독일이 체코슬로바키아를 점령했을 때 체코의 무기산업도 같이 접수했다. 2대 생산된 체코제 LT-38 전차는 Panzer 38(t)로 이름을 바꾸게 된 것이다. 전쟁 직전까지 78대의 38(t) 전차가 생산되었다.2차대전동안 총 1414대가 생산되었다.독일은 1호전차보다 우수하다고 평가하여, 1941년 소련 침공 "바르바로사 작전"때 많이 사용했다.독일은 전쟁 기간 중 이 전차를 계속 생산했다. 1942년 초에 이 전차는 구식화되었으나, 생산라인은 계속 가동 중이었고, 차량은 기술적으로는 신뢰성이 높았으며, 생산 공장은 더 큰 전차를 생산할 수 있도록 시설을 변경하기에는 어려움이 많았다. 그래서 독일군은 38(t) 전차의 차체를 이용하여 다른 사용법을 찾기로 결심했고 그 결과물 중 가장 유명한 것이 헤처(Hetzer) 구축전차였다.
- 변형

- Sd.Kfz. 138 마르더 (마르더 3) = 75mm 대전차포 Pak40/3을 38(t)전차 차체에 탑재.M형과 H형 이 있다. M형의 전면장갑은 경사장갑, H형은 수직장갑이다. Sd.kfz 139 마르더 III-> 마르더 III H형->마르더III M형 순서로 개발.
- Sd.Kfz. 139 38(t) 대전차자주포 마르더 3 : 노획한 러시아제 Pak36(r)  76.2mm F-22 사단포를 38(t)전차 차체에 탑재한 구축전차/대전차자주포
- SdKfz 138/1 그릴레 자주포 = sIG 33B 150mm 重보병포를 38(t) 전차 차체에 탑재한 자주포.
- 헤처(Hetzer)경구축전차 = 75mm L/48 Pak39 대전차포를 38(t)전차의 차체에 탑재한 경구축전차(JagdPanzer).1944년부터 생산을 시작해 1945년까지 무려 2500대(!!!)를 생산했다.전후 독일군의 헷쳐 구축전차들은 체코슬로바키아에 반환되었고, 스위스는 헷쳐의 엔진을 바꾸고 명칭도 바꿔 1970년대까지 사용했다.
- Sd.kfz 140/1 38(t) 정찰전차-독일의 차륜형 정찰차량들이 소련의 진흙길에 적합하지 않다는 생각을 한 독일은  Flak 38 기관포가 달린 Sd.kfz 222 의 포탑에 수류탄을 막기 위한 메쉬-커버 해치를 달고 38(t) 전차에 장착했다.
- Flakpanzer 38(t) Gepard Ausf.M/38(t) 대공전차 : 38(t)전차의 정면장갑을 경사지게 한 뒤,  Flak 38 20mm 대공포를 장착했다. "게파르트"란 "치타"의 독일어이다.
- 38(t) 정찰전차 7.5cm : 1944년 독일은 38(t)전차 차체에 75mm L/24 단포신 주포를 장착한 새로운 정찰전차를 만들었다.프로토타입 2대만 만들어졌다.
- 베르게헷쳐(BergeHetzer) : 독일군은 輕구축전차 헷쳐의 주포를 제거하고 구난장비들을 부착해 베르게헷쳐를 만들었다.

### 3호 전차-1937년 개발
독일군 제식 명칭은 Sd.Kfz. 141 Pz.Kpfw III이다. 한국에서는 3호 전차로 번역한다. 3호 전차는 37mm포를 탑재한 중형 전차로 설계되었다. 1호 전차와 2호 전차를 거치며 전차 설계 노하우를 쌓은 독일이 본격적으로 전차로 개발한 것이 이 3호 전차이지만 개전 전에 생산령은 98량에 불과했다. 전쟁 기간 동안에 3호 전차의 포는 37mm에서 50mm L/42 포로 업그레이드되었으며, 대전차전투 능력 향상을 위해 50mm 60구경장 포도 장착되었다. 저속의 75mm 포도 적용되었지만 전차 차체가 75mm급의 포를 탑재하기에는 너무 작아서 전쟁 중반에 생산이 중단되었다. 그러나 이미 생산된 차체는 계속 3호 돌격포 양산에 사용되었다.
3호 전차는 3명이 탑승하는 포탑을 가졌다. 지휘관은 더 이상 장전수나 사수 역할을 겸임하지 않게 되었고, 그는 전차 지휘에만 집중할 수 있게 되었다.
- 변형:

- 3호전차 (37mm)= 37mm L/45 탑재
- 3호전차 (50mm) = 50mm L/42 또는 L/60 포 탑재
- 3호전차 N형(75mm) =4호 단포신 시리즈의 주포인  75mm kwk37 L/24 포 탑재. 보병지원용.
- 3호전차 (f) = 화염방사전차
- Sd.Kfz.142 3호 돌격포(Sturmgeschütz III) : 75mm L/24 포를 탑재한 돌격포(O형,A형,D형. 후에 화포는 L/43(F형)과 L/48(G형)로 확장되었음.약 9000대 생산, 2차대전 동안 독일군이 제일 많이 생산한 전차.(제일 많이 생산한 차량은 Sd.kfz 251 하노마크 시리즈 이다-약 15000대
- Sd.Kfz.142/2 3호 돌격곡사포 StuH 42(SturmHauwitze 42) : 보병지원용으로 개발했던 3호 돌격포가 구축전차 역할을 맡고 있자, 독일은 보병을 지원하기 위해  3호 돌격포 G형에 105mm 경야전곡사포를 탑재했다.약 2000대 생산
- 3호 돌격전차 : 3호전차 차체에 sIG 33 B 150mm 중보병포를 탑재한 돌격전차이다.
- 3호 수중도하전차 : 영국 본토 침공 작전인 바다사자 작전때 사용하기 위해 3호전차를 수륙양용으로 개조했으나, 바다사자 작전이 취소되자, 동부전선에서 하천 도하용으로 사용됐다.
- 3호 지뢰제거전차 : 3호전차를 개조해서 만든 지뢰제거전차이다.
- Munitionspanzer III auf Fahrgestell PzKpfw III 3호전차 탄약 수송 차량 : 탄약수송용으로 개조한 3호전차이다.
- 베르게판저 III 3호 구난전차 : 구난전차로 개조한 3호전차이다. 탄약 수송용으로도 쓰였다.20mm 대공포를 장착한 3호 구난전차도 있다.

### 4호 전차-1937년 개발
독일군의 제식명칭은 Sd.Kfz. 161 PzKpfw IV으로 영어권에서는 'Panzer IV', 한국 및 일본에서는 4호 전차로 부른다.
4호 전차는 3호 전차와 병행하여 개발되었다. 4호가 약간 더 크고 무거운 중전차였고, 거기에 큰 구경에 짧은 포신을 갖추어, 적 진지를 파괴하도록 설계되었다. 4호가 3호를 지원하는 역할을 수행하도록 했다. 전쟁 전 생산량은 3호전차보다 많은 211량이었다. 단포신의 75mm L/24 포로 처음에는 무장했으나, 1942년에 75mm  L/43로, 1943년에는 75 mm L/48 포로 업그레이드되었다.약 8800대가 생산되었으며, 파생형이 제일 많은 전차가 되었다.
- 변형

- 4호전차 (단포신형-A형,B형,C형,D형,E형,F1형) : 75 mm kwk 37 L/24 보병포 탑재.
- 4호전차 (장포신형-F2/G형) : Pak39 75 mm L/43 포 탑재.
- 4호전차 (장포신형-H,J형) : Pak40 75mm L/48 대전차포 탑재.
- 4호전차 슈말투름 포탑 장착형 : 5호전차 판터 F형이자 판터II 의 포탑인 슈말투름(Schmallturm,독일어로 "좁은 포탑" 이란 뜻) 포탑을 4호전차에 장착시킬려는 계획
- Sd.Kfz.167 4호 돌격포 : 1943년 연합군이 알케트 社의 3호 돌격포 생산 공장을 폭격해 3호 돌격포의 3호전차 차체 생산이 급격히 느려지자,4호전차의 차체를 이용하여  3호 돌격포 G형의 주포를 장착해 4호 돌격포를 만들었다.. 75 mm L/48 장착
- Sd.Kfz.162 4호 구축전차 : 75mm 48구경장 포를 갖춘 구축전차. 정면,측면이 셩사장갑이다.
- Sd.kfz 162 4호 구축전차 70구경장 : 75mm kwk 42 70구경장 탑재(판터전차 주포와 동일하다)
- Sd.Kfz.166 4호 돌격전차 "브룸베어" : 브룸베어는 150mm 야전 사포를 4호전차의 차체에 이식하여 개발된 자주포이다.4호 전차에 sIG 33B 150mm 중보병포를 탑재한게 4호 돌격전차이다. 연합군은 4호 돌격전차를 독일어로 곰 이란 뜻의 "브룸베어"라고 불렀으며, 독일군은 Sturmpanzer IV으로 불렀다.
- Sd.Kfz.165 "훔멜" 게쉬츠바겐 III/IV : 105 mm 곡사포를 가진 자주포. 3호 및 4호 전체를 기반으로 개발됨.
- Sd.Kfz.164 "나스호른/호르니스" : 88 mm Pak43/1을 갖춘 대전차자주포.
- Sd.Kfz.161/3 4호 대공전차(Flakpanzer IV) "뫼벨바겐 Möbelwagen" = 4호전차 차체에 대공 기관포인 37mm Flak 43 L/89를 탑재한 대공전차.뫼벨바겐은 "가구운반차"의 독일어이다.
- 4호 대공전차(Flakpanzer IV) "비르벨빈트 Wirbelwind" : 20mm 대공기관포 Flakviering38 L/112를 4호전차의 차체에 탑재한 것.장갑 포탑을 갖추었다.팔각두 라고도 불린다. 비르벨빈트(Wirbelwind) 란 "회오리바람"을 나타내는 독일어이다.
- 4호 대공전차(Flakpanzer IV)"오스트빈트Ostwind" : 비르벨빈트와 유사하나, 포가 37mm L/89로 업그레이드되었다.육각두 라고도 불린다.오스트빈트(Ostwind)란 "동쪽바람"을 나타내는 독일어이다.
- 4호 대공전차(Flakpanzer IV) "오스트빈트 II Ostwind II" : 37mm 대공포를 2문 달았다.
- 4호 대공전차(Flakpanzer IV) "쿠겔블리츠 Kugelblitz" : 30mm 대공포 2문을 장착한  프로토타입 대공전차이다.쿠겔블리츠란 "구형 번개"를 나타내는 독일어이다.
- 4호 대공전차 88mm 포 장착 : 포탑을 제거하고 88mm 포를 장착한 4호전차
- 4호 대공전차 VFW : 4호전차 차체를 리프-스프링 현가장치에서 티거,판터, 등 이 적용한 토션바 현가장치로 변경한 뒤 Flak 41(독일의 88 대공포 마지막 개량형- Flak 18->Flak 36->FLak 37->FLak 41 순서로 개량) 대공포를 장착했으나 독일육군은 관심을 가지지 않았고, 프로토타입 1대 생산만으로 끝났다.VFW는 독일어로 "시제대공전차"의 약자이다.
- 4호 수중도하 전차-2호 수중도하전차,3호 수중도하 전차와 마찬가지로 ,영국 본토 상륙작전인 바다사자 작전에 투입하기 위해 4호전차 D형을 영불해협(English channel)을 건널 수 있도록 스노클 장비 등을 장착했으나 바다사자 작전이 취소되자, 동부전선에 하천 도하용으로 사용됐다.
- 4호 지휘전차 J형 : 1944년,독일은 4호전차 최후기 생산형인 4호전차 J형에 안테나와 무전기를 몇개씩 추가하여 전선에서 지휘를 맡게 하도록 4호 지휘전차를 만들었다.
- 4호 탄약운반차량 : 칼 자주박격포(자주구포)의 포탄을 수송하기 위해 개조된 4호전차
- 4호 가교전차 : 4호전차 차체에  공병들이 설치할 가교를 장착했다.
- 4호 공병전차: 4호전차 차체에 공병들이 설치할 철교를 장착했다.
- 4호 구난전차(Bergepanzer IV) :4호전차 차체에 크레인을 장착.
- 4호 대공전차 88mm 대공포 장착 : 4호전차 차체에 88mm 대공포를 장착했다.(VFW와는 다르다)
- 4호 대전차자주포 "디커 막스" : 4호전차 차체에 10.5cm 포를 장착한 대전차자주포이다. "디커 막스"란 "뚱보 막스"의 독일어이다.
- 4호 바펜트레거: 4호전차 차체 후미에 12.8cm 포를 장착.

### 5호 전차 판터
독일군 제식 명칭은 Sd.Kfz. 171 PzKpfw V Panther이다. 판터는 표범이란 뜻이다. 한때 한국에서는 독일어의 Panzer와 Panther를 혼동하기도 했었다(Panther를 영어로 오인). 판터는 제2차 세계 대전 중 독일군의 중형전차로서, 가장 공격-수비-주행의 3요소에서 균형을 갖춘 전차로 평가되었다. 판터는 소련의 T-34에 대응하여 MAN 社에서 개발되었다. T-34의 특징을 참조한 독자 모델이 T-34를 그대로 복사한 듯한 다이믈러-벤츠와 경쟁에서 승리하여 채택되었다. 이후 D형을 시작으로 G형까지 약 5000대 생산되었으며 전쟁 후반기에 티거와 함께 독일군 전차부대의 쌍두마차로 활약하게 된다.
- 판터 전차 오리지널 버젼과 파생형들

- 판터 D형 : 최초 양산형. 75mm KwK 42 70구경장 전차포 탑재
- 판터 A형 : 2번째 생산형,레더박스 기관총좌를 없애고 볼 마운트 기관총좌 장착 등 여러 가지 개선.
- 판터 G형 : 장갑 증가형. 판터 시리즈의 최종판.포탑방패 밑이 뚫리지 않기 위해 턱 장착. 대전 후반기에 나치독일이 개발한 세계최초 야시경 장비인 밤피르(Vampir)를 장착한 판터G형도 몇대 있었다.
- 판터 F형 : 슈말투름(Schmallturm: 좁은포탑 이란 뜻) 포탑을 장착할 예정이었으나 목업과 실제 슈말투름 포탑을 판터G형 차체에 올리는 데에만 끝났다.
- 판터 II 쾨니히스판터 : 5호전차 판터에 88mm 전차포를 슈말투름 포탑에 판터 G형의 포방패를 붙인 포탑에 장착한 쾨니히스판터. 판터 II는 판터G형, E-50 슈탄더트 판저 계획으로 대체된다.판터II는 예상완성도 포탑은 4가지나 있다. 라인메탈 社의 슈말투름(Schmallturm)포탑,판터F형의 슈말투름 포탑 원본(75mm kwk42 L/70),슈말투름 포탑 8.8cm Pak 43 L/71 ,판터 G형 포탑 탑재(75mm kwk42 L/70)이 있다. 판터II는 MAN 社의 관삼을 못 받아 창고에 처박혀 있다가 미군이 노획한다.현재 프로토타입 1대가 미국의  포트 녹스의 패튼 국립 기갑 기병 박물관에 전시되어 있다(21세기 에도 기동 가능).프로토타입 1대 생산
- Sd.Kfz.173 5호 구축전차 "야크트판터"  : 88 mm L/71 Pak43 대전차포를 판터 전차의 차체에 탑재한 구축전차.419대 생산.
- 야크트판터 슈타르: 1945년 전쟁이 끝나기 직전 크루프 社가 야크트판터의 8.8cm Pak 43 L/71 대전차포를 단단히 박은 버전
- 야크트판터 II : 판터II 차체를 기반으로 한 12.8cm 포가 탑재된 구축전차이다. 차체 후면에 포탑이 장착될 예정이었으나 설계도로만 끝났다.
- 5호 대공전차(341호 대공전차)게레트(Gerät)554 "쾰리안 Cölien" :판터 차체에 목조 포탑을 올린 프로토타입 1대 생산.
- 5호 구난전차 "베르게 판터" : 판터차체에 크레인을 올린 구난전차이다.
- 5호 대공 구난전차 "베르게 판터" : 판터 D형 차체에 크레인과 3.7cm 대공포를 장착한 대공 구난전차이다.
- 5호 돌격전차 "슈트름판터" : 판터포탑에 sIG 33B 150mm 重보병포(StuH 43/1라고도 한다.)를 탑재하려고 했던 보병지원용 전차이다. 계획만 있었으며, 판터전차를 낭비하는 거 라고 생각해 실제로 만들지는 않았다.
- 5호 대전차자주포 "슈투러 에밀" : 헨셸는 5호전차 프로토타입을 만들어 MAN, 다임퍼 벤츠와의 경쟁에서 이길려 하지만,  지게된다.헨셸은 5호전차 프로토타입 Vk 30.01(h)의 차체 길이를 늘리고, 12.8cm Pak44 대전차포를 장착해 5호 대전차자주포 "슈투러 에밀"을 3대 만든다.
- 판터 축소판- Vk 16.02 레오파르트 정찰용 경전차 : Vk. 16.02는 MAN 社가 개발한 판터 축소판 이었다.머즐 브레이크를 장착한 5cm 주포와 연막발사기6개를 포탑에 장착한 설계였으나,  히틀러의 강력한 반대로 프로토타입 1대도 완성되지 못한 비운의 경전차이다. 레오파르트 경전차의 포탑은 경량화를 거쳐 Sd.kfz 234 푸마 장갑차에 장착한다. 레오파르트 경전차의 포탑을 장착한 푸마 장갑차들은 Sd.kfz 234/2 로 명명된다.
- Beobachtungs panther : 포병관측차량 판터.포병관측차량 판터에 달려있는 주포는 가짜이다.
- 람판터(Rämm panther) :판터D형 정면에 불도져 장착, 주포를 제거했다. 시가전용 장애물제거 차량.
- 5호 지휘전차 : 판터G형에 무전기와 안테나를 추가장착하여 전선에서 지휘할 수 있도록 개조
- 게쉬츠바겐 판터 게레트(Gerät)811 GW 판터 : 판터차체에  15cm sFH 18/4 포 탑재.다임러-벤츠 社가 1945년 전쟁이 끝나기 전에 프로토타입 1대를 제작했다.
- 라인메탈 社의 바펜트레거 게레트(Gerät)5-1028 : 5호전차 판터 차체에 10.5cm leFH 18 곡사포를 탑재하려는 계획.
- 크루프 社의 바팬트레거 게레트(Gerät)5-1211: 5호전차 판터차체에 12.8cm k43 포 탑재 계획
- 라인메탈 社의 바펜트레거 게레트(Gerät)5-1213 :5호전차 판터차체에 12.8cm k43 포 탑재 계획
- 크루프 社의 바펜트레거  게레트(Gerät)5-1228  : 15cm sFH 18/4 곡사포를 장착한 자주포(계획)
- Flakzwilling "쾰리안" 5.5cm  맘무트 : 5.5cm 대공포 2문을 쾰리안 대공전차의 포탑에 장착할 계획
- 5호대공전차 쾰리안 8.8cm : 5호 대공전차 쾰리안의 포탑에 8.8cm Flak 41 대공포를 장착할 계획.
- 4호전차J형 포탑을 장착한 판터
- 5호 대공전차 : 판터차체에  플라크피어링 38 20mm 4연장 대공포  장착.

### 6호 전차 티거 (영미권 발음: 타이거)
독일군 제식 명칭은 Sd.Kfz. PzKpfw VI  Tiger I이다. 한국에서는 간단하게 '티거1' 또는 그냥 '티거'라고 부른다. 티거 2와 구분하기 위해서 "티거1"이라 불러야 하지만, 대개 '티거'라고 할 경우에는 이 '티거1'을 가리킨다. 티거는 1942년 9월23일 레닌그라드 공방전에 처음으로 투입되었다. 티거전차를 먼저 수령한 중전차대대는 매머드가 부대상징인 502중전차대대이며, 티거는 오토 카리우스, 미하일 비트만 같은 10명 이상의 티거 에이스를 배출했다.티거는 1942년부터 1944년 8월까지 1357대가 생산되었다.참고로 미국의 중형전차  M4셔먼이 4시간동안 1대가 생산되었고 M4셔먼이 37대가 생산된 시간에 티거 1대가 생산되었으니 물량의 차이가 많이 나는 건 당연한 것 이었다.가격도 4호전차나 5호전차 판터의 약 2배인 약 30만 제국마르크(Reichmarck)였다.
티거1은 88mm Flak 36 대공포 L/56을  탑재했다.독일은 2차대전 전부터 중전차 개발을 진행했으며, 1941년 5월 26일, 히틀러는 헨셀 사와 포르쉐 사에 새로운 중전차의 개발을 명령했다. 프란트 세이버 라임스피스가 티거 전차를 개발했다. 라임스피스는 상오스트리아의 니벨룽겐전차공장 공장장이었다. 헨셀사의 모델인 VK 45.01(H)가 설계 경쟁에서 승리하여, 티거가 되었고, 경쟁에서 패한 포르쉐 사의 VK 45.01(P)의 약 90대는 페르디난트 구축전차의 차체로 전용되었고, 나머지 10대는 6호 지휘전차,6호 구난전차 "베르게티거" 포르쉐 버전, 시가전 장애물제거 전차 " 램티거 Rämmtiger" 등으로 개조되었다.(이미  차체 100대를 생산한 상태였다).
- 변형
- 티거H1형-초기형 티거
- 티거E형-후기형 티거
- 티거H2형-티거전차 차체에 75mm  Pak42 70구경장(판터,4호 구축전차 70구경장 주포)을 장착한 헨셸 社의 프로토타입 전차. 프로토타입 1대 생산
- 6호 구난전차 Bergepanzer VI "베르게티거 Bergetiger"(헨셸형) : 전선에서 파손된 6호전차 티거들의 주포를 제거하고, 크레인을 장착해 구난용으로 사용했다.
- 6호 돌격전차 Sturmpanzer VI "슈트름티거 Sturmtiger" : 1944년 독일은 전선에서 포탑이 날라간 티거1 차체에 경사장갑과 380mm 로켓 박격포를 탑재해 6호 돌격전차를 만들었다. 프로토타입 포함 19대가 생산되었다.시가전 용으로 바르샤바 봉기(1944)에 투입되었다는 기록과 서부전선에서 슈트름티거의 380mm 로켓이 미군의 M4셔먼전차 4대를 한방에(!!!) 파괴한 기록, 미군이 노획하여 대구경 박격포에 몸을 끼운 사진 밖에 없다.슈트름티거의 380mm 박격포의 구경은 엄청나서 슈트름티거의 승무원들이 비상탈출용으로 사용할 수 있었다.
- Barnfind tiger :"프로젝트 NM","HSK 3485"로 알려진 이 페이퍼플랜은 티거1 2대의 포탑과 선회장치를 모두 제거한뒤,티거1 전차 2대 차체를 연결하고, 그위에 150mm 포탑을 올리고 헛간처럼 위장한 티거 로 계획되었다. 1943년 6월에 프로젝트가 시작되었다.유튜브 채널 Tanks Encyclopedia 에서만 자료를 볼 수 있으며, 실제인지 가짜인지 확실치가 않다.
- 6호 지휘전차 (헨셸형) : 6호전차 E형에 무전기와 안테나를 추가장착.전선 지휘용 전차.
- 자주박격포 티거 : 6호전차 티거의 포탑을 제거하고 차체 후면에 박격포 8개를 장착한 자주박격포
- 6호 지휘전차 (포르쉐형) : 티거 경쟁에서 패배한 Vk 45.01(p)를 지휘전차로 사용했다.
- 6호 구난전차 "베르게티거" (포르쉐형) :Vk 45.01(p)의 포탑을 제거하고 기관총1정을 추가로 달았고, 크레인을 장착했다.
- 램티거 Rämmtiger : 포르쉐 社 의 Vk.45.01(p) 에 포탑을 제거하고 정면에 불도져를 달은 시가전용 장애물제거 차량이다.

### 6호 전차 B형 쾨니히스티거
제식 명칭은 Sd.Kfz. 182 PzKpfw VI ausf.B "Königstiger"(쾨니히스티거)이며, 개발 당시에는 VK 45.03(H)로 불렸다. H는 헨셀사를 나타내는 약자이다. 영어로는 타이거2, 킹타이거, 로얄타이거 등 다양한 이름으로 불렸으며, 최근 한국에서는 단순히 티거2로 부르는 경우가 많다(티거 2가 정확한 명칭이다. "쾨니히스티거,킹 타이거는 미군이 불렀던 명칭이고, 로얄티거는 영국군이 불렀던 명칭이다."뱅골호랑이"도 알맞은 명칭이 아니다.당시 독일육군병기국에는 전차에 명칭을 부을 권한이 없었다). 티거2는 제2차 세계 대전 후반기에 등장한 중(重)전차로서 88mm  kwk43 71구경장 Pak 43 대전차포를 장비했고, 서부전선에서 방어적 임무에서 잘 수행할 수 있었으나 MBT로서는 값비싼 실패작이라는 평가가 있다. 한편 동부전선에서는 소련의 중구축전차(SU 152,ISU 152 등등)의 존재로 인해 방어적 임무에서조차 효율적이지는 못했다. 티거2는 중장갑과 가장 위력적인 대전차포의 조합이었으나 연료소모율, 기동력, 항속거리 등에서 문제점도 노출했다. 현재도 68t의 무게를 가진 전차가 드문데(보통 MBT들이 50t대이며, 미국의 M1A1이 70t에 접근한다) 당시 기술로 68t급의 티거2는 분명 무리가 많았다고 할 수 있다.베를린 전투 당시, 101호 티거 2는 포츠담 광장을, 314호 티거2는 제국의사당( Reichstag 라이히슈타그) 주변을 소련군으로부터 방어했고 각각 100대라는 차량과 전차들을 격파했다. 포르쉐포탑,헨셸포탑 2가지 버전이 존재했으며,포르쉐포탑 생산은 크루프 社가 맡았고, 헨셸포탑은 헨셸 社가 생산을 맡았다.489대 생산.
- 변형

- Sd.Kfz. 186 6호 구축전차 야크트티거 : 128mm Pak44 L/55 대공포를 탑재한 구축전차.1944년 후반에 생산을 시작해서 1945년 3월이나 4월까지 총 88대를 만들었다.나치독일은 전세를 뒤집을 무기라고 했으나, 엄청난 무게로 인한 잦은 고장 때문에 야크트티거는 거의 독일 전차 승무원들에 의해버려지거나 자폭되었다. 오죽했으면 티거 에이스 오토 카리우스도 야크트티거를 혹평 했을까나.현재 전세계에 총 3대가 남아있으며, 영국 보빙턴 전차박물관 " 더 탱크 뮤지엄", 러시아 모스크바 근교 쿠빙카 전차박물관 등에 남아있다.
- 게쉬츠바겐 티거 :6호전차 B형 티거2차체를 활용하여 17cm 자주포를 만들려고 했으나,생산도중 미군이 노획한다. 결국 미완성으로 끝난다.미완성 프로토타입 1대
- Tiger II mit 10,5cm Kw.K. L/68 : 6호전차 B형 티거2 에 105mm 포를 장착하려는 계획.1945년 7월 생산형이라 불린다. 설계도만 존재했다.
- 돌격포/구축전차 Bär : 차체를 늘린 티거2에 30.5cm 포를 장착하려는 페이퍼플랜."Bär"는 독일어로 "곰"을 뜻한다.

### 7호전차 뢰베
크루프 社의 초중전차 페이퍼플랜이다.포르쉐가 8호전차 마우스를 히틀러에게 소개하자, 크루프는 뢰베 생산을 포기한다. 그렇게 뢰베는 제작계기만 알려진 초중전차가 되었다.뢰베란 독일어로 사자 라는 뜻이다.
- 경(輕)뢰베 : 크루프가 계획한 첫 뢰베 초중전차.설계상 76톤 이었으며 90톤인 중(重)뢰베와 구분하기 위해 가벼울 경 을붙임.전면과 측면장갑은 100mm였으며, 생산성을 높이기 위해 6호전차 B형 티거2 부품과 호환되도록 설계했다.포탑은 후미에 달릴 예정이었으며 70구경장 105mm 전차포를 달 예정이었다.아돌프 히틀러의 명령에 의해 경 뢰베는 폐기되었고, 중 뢰베 설계가 채택되었다.
- 중(重)뢰베 : 무게는 설계상 90톤 이었으며, 전면장갑은 120mm, 전면에 포탑을 장착할 예정이었으며 70구경장 105mm 포를 장착할 예정이었다.

### Entwicklung 전차 시리즈(발달 전차 시리즈)
E-전차 시리즈는 나치 독일이 2차대전 당시 1호전차,2호전차,3호전차,4호전차,5호전차,6호전차의 파생형 갯수가 많았기 때문에 대량생산에 차질이 있었다. 그래서 아돌프 히틀러는 서로 부품이 호환가능하고 대량생산이 가능하도록 E시리즈 전차들을 개발하라고 1943년에 명령한다.  38(t) 경구축전차 헷쳐, 5호전차 판터, 6호전차 B형 티거2 등을 대체할 목적으로 1943년부터 설계한 전차들이다. E-시리즈 중에서 E-5 구축전차와 E-100 전차  프로토타입만 만들어졌다.
- E-5 :개발명칭은 Rutscher.5~10톤 사이로 구축전차와 APC(병력수송장갑차)가 합쳐진 2인승 설계이다.쌍렬포가 장착된 목조 프로토타입만 전해지고 있다.
- E-10 : 38(t) 경구축전차 헷쳐를 대체하기 위해 계획한 구축전차이다.설계상 10톤에서 25톤 사이였으며,티거 2의 현가장치 비슷한걸로 사용할 예정이었으나,아들러는 나중에 스위스의 Panzer 61에 사용되는 현가장치로 계획을 변경했다. 하지만 독일은 E-10 구축전차 말고 독일부품과 체코슬로바키아 부품을 섞은 새로운 경구축전차 38D 경구축전차를 만들기로 결정했다.
- E-25 :무게가 25톤~50톤 사이의 3호전차와 4호전차,그리고 3호전차와 4호전차들의 파생형들을 대체하기 위한/한가지로 통합하기 위해 개발한 구축전차이다.75mm L/70 주포를 탑재할 예정이었으며,대공용으로 차체상면에 20mm 대공 소형포탑을 장착할 계획 이었다고 한다.
- E-50 슈탄더드 판저(Standard panzer): 5호전차 판터,티거2 전차를 대체할 목적으로 설계.페이퍼플랜으로 끝났다.인터넷상에서는 E-50대공전차,E-50 차체를 활용한  V-1로켓 발사대 상상도를 볼 수 있다.
- E-75 슈탄더드 판저(Standard panzer) :E-50과 동일한 목적으로 설계.무한궤도,현가장치는 다르나 차체의 모양은 똑같다. 파생형으로 80톤급 구축전차가 있다.역시나 페이퍼플랜으로 끝났다(보기륜과 무한궤도는 만들어졌다).인터넷상에서는 E-75대공전차,E-75 차체를 활용한 V-1로켓 발사대 상상도를 볼 수 있다.
- E-100 티거 III / 티거-마우스 :아들러 社가 포르쉐의 8호전차 마우스(Maus) 초중전차,크루프의 7호전차 뢰베(Löwe) 초중전차와 경쟁할 목적으로 E-100 초중전차 개발을 1943년부터 시작했다.주무장은 12.8cm Pak 44 대전차포, 부무장(부포)은 7.5cm 24구경장이다.신형 마이바흐(Maybach) 1200마력 엔진을 장착할 예정이었다.1945년 E-100 초중전차는 프로토타입 완성을 못한 채 미군과 영국군에게 노획된다.미군과 영국군이 E-100 프로토타입을 노획한 곳에서 E-100 초중전차 생산라인,E-100 초중전차의 무한궤도,쉬르첸,128mm 주포,신형 머즐 브레이크를 발견했다.미군과 영국군은 포로가 된 기술진들을 시켜 E-100 을 완성하도록 했으나, 실패했고 영국군이 E-100 미완성 프로토타입을  영국에 가져가 E-100 방어력 테스트를 하다가 폐기시킨다.어떤 사람들은 E-100 프로토타입이 2대 만들어졌고, 또 어떤 사람들은 미군이 E-100을 가져갔다고한다.또 인터넷에는 티거2 비슷하게 생긴  E-100 차체에 마우스포탑을 합성해 놓은 것 같은 사진을 볼 수 있으나 진짜인지 가짜인지 모른다.E-100의 파생형으론 E-100 대공전차,E-100 구축전차(포탑 후미에 달린 구축전차),야크트판터 비슷한 모양의 E-100 구축전차 "마이키 Mayc"등 이 있다.
- 전후 E-전차 시리즈에 관심을 가진 나라는 프랑스였다. 프랑스는 E-시리즈 전차 모습 비슷한 AMX M4,AMX 50 중전차를 개발한다.AMX 50 에 달린 엔진은 마이바흐의 엔진이며, 현가장치도 E-시리즈의 것과 비슷하다.

### 쿠겔판저
- MG34 아니면 MG42가 장착될 예정이었던 독일 크루프 社의 1인승  전차이다. 만주국의 일본군, 관동군도 MG42(아니면 MG34)를 99식 경기관총으로 교체해 사용했으며, 현재 러시아 모스크바 근교의 쿠빙카 전차박물관에 전시되어 있다.

## 자주포 PanzerArtillerie
- 베스페 : 105mm 곡사포를 2호전차 차체에 탑재한 자주포
- 그릴레 :  150mm 중보병포를 38(t) 전차 차체에 탑재한 것. 독일군 제식 명칭은 SdKfz 138/1
- 훔멜 자주포 :  3호전차와 4호전차를 섞은 듯한 특징의 차체에 150mm 곡사포를 탑재한 자주포다. 666대의 훔멜 자주포와 150대의 탄약수송차량이 1943년부터 1944년까지 생산되었다. 자세한 것은 훔멜 자주포 참조.
- P.1500 몬스터 :크루프 社가 계획한 P.1000 라테 전차 보조용 1500톤 짜리 자주포.계획만 존재했으며, 인터넷의 페이퍼플랜 사진들은 모두 가짜이다.

## 돌격포/돌격전차 Sturmgeschütz/Sturmpanzer
돌격포와 돌격전차 전차와 유사한 기갑전용 차량이지지, 전차와 달리 포탑이 없다. 포탑이 없기 때문에 같은 차체라도 전차보다 더 큰 구경의 포를 탑재할 수 있었다. 다른 적 기갑차량과 전투 목적이 아니라 준비된 적 진지를 공격하는 보병 지원용으로 개발된 것이었다. 소속 병과도 처음에는 포병이었다. 그렇지만 돌격포들은 기갑전투차량를 파괴할 수 있는 대전차포를 갖추고 있었고 전쟁 후반기로 갈수록 대전차전에 투입되는 경우가 빈번해졌다.
2차 세계 대전 기간 동안에 독일은 전차에 비해 간단하고 생산비용이 적게 들어간다는 이유로 수많은 돌격포를 생산했다.
- 1호자주포"비존" : 1호전차 차체에 sIG 33B 150mm 중보병포를 얹진뒤, 포방패를 붙인 자주포다. 1940년 프랑스 침공때 활약했으며, 2호자주포를 만든 계기이기도 하다.
- 2호 자주포 "비존" :2호전차B형 차체의 길이 60cm를 늘리고 보기륜 양쪽 각각 1개씩 추가한뒤, sIG 33 B 150mm 重보병포를 탑재했다. 총 12대가 알케트 社에서 생산되었으며, 북아프리카 전선에서 DAK(도이치 아프리카 군단) 만이 사용했다.2차 엘 알레마인 전투때 전멸했다.전후 이집트군은 버려진 2호자주포를 수리한 뒤 중동전쟁때 사용했다.
- 3호 돌격포 : 3호 전차의 차체를 이용한 돌격포(원래 보병지원용이 개발목적 이었으나 전차를 잡는 구축전차가 되었다.나중에 보병지원용으로 StuH 42 G형을 만든다.)- (단포신:O형,A형,B형,C형,D형,E형),(장포신:F형,G형),(돌격곡사포:StuH 42 G형),(화염방사형-10대),(3호 돌격전차 StuG 33B: sIG 33B 150mm 중보병포 탑재). 3호 돌격포는 9900여대가 생산되었으며 3호돌격곡사포 StuH42 G형은 약 2000대가 생산되었다.
- 3호 돌격전차 : 3호전차 차체를 이용한 돌격전차.sIG 33B 150mm 중보병포를 탑재했다.
- 4호 돌격포 : 4호 전차의 차체를 이용한 돌격포.3호 돌격포 G형의 주포와 같으며 1100대가 생산되었다.
- 4호 돌격전차 브룸베어 : 4호 전차의 차체를 이용한 돌격전차.sIG 33B 150mm 중보병포를 탑재했다.시가전용 이었다.
- 6호 돌격전차 슈트름티거 : 전선에서 포탑이 날라가거나 파손된 티거1의 차체를 이용한 돌격전차.380mm 로켓박격포를 탑재했다.시가전용이었다.

## 대전차자주포/구축전차panzerjäger/jagdpanzer
- 1호 대전차자주포 : 1호 전차의 차체에 47mm 체코제 대전차포를 탑재하여 개발한 대전차자주포.
- Jagdpanzer 38(t) "헤처" : 38(t) 전차의 차체를 이용하여 개발한 구축전차.
- 4호 구축전차 : 4호 전차의 차체를 이용하여 개발한 대전차용 구축전차. 48구경장과 70구경장 버전이 있다. 외형으로 구분할 수 있다.
- 5호 구축전차 야크트판터 : 5호전차 판터의 차체를 이용하여 개발한 구축전차. 야크트판터(JagdPanther) 참조.
- 6호 중구축전차 야크트티거 : 티거2를 기본으로 개발한 구축전차. 128mm 대전차포 탑재. 자세한 것은 야크트티거(JagdTiger) 참조
- 나스호른/호르니스 : 4호 전차 차체에 88mm Pak 43/1을 장비한 대전차자주포. 자세한 것은 나스호른(Nashhorn) 문서 참조.
- 페르디난트/엘레판트 중구축전차 : 티거 경쟁에서 패한 페르디난드 포르쉐 박사의 Vk 45.01(p) 차체로 개발한 구축전차이다. 정식 채용 전에 포르쉐 박사의 포르쉐 티거 Vk 45.01(p)도 차체 100량이 생산되었는데, 100대 중 90대를 히틀러가 이를 대전차용 구축전차용 차체로 전용하라고 명령하여 개발한 것이 엘레판트/페르디난트이다.6호전차B형 티거2 주포와 동일한 88mm 71구경장 Pak 43/3대전차포를 탑재하였다. 페르디난트는 1943년 쿠르스크 전투에 투입하기 위해 생산된 초기 양산형에 붙은 이름으로, 쿠르스크 전투의 전훈을 바탕으로 7.92mm  MG34기관총을 장착해 최종 개량한 것이 엘레판트이다. 자세한 것은 엘레판트 중구축전차 참조.
- 마르더 시리즈 : 마르더1(노획한 프랑스의 로레인 37L 트랙터 및  폴란드제 차체로 개발), 마르더2(2호 전차의 차체로 개발), 마르더3(38(t) 전차의 차체를 이용)

## 하프트랙
- Sd.Kfz.2
- Sd.Kfz.4
- Sd.Kfz.6
- Sd.Kfz.7
- Sd.Kfz.10
- Sd.Kfz.250
- Sd.Kfz.251
- Sd.Kfz.252
- Sd.Kfz.253

## 장갑차
- Sd.Kfz.221 : 2.8cm 대전차소총 장착
- Sd.Kfz.222 : Sd.kfz 221 차체에 20mm 대공기관포 장착
- Sd.Kfz.223
- Sd.Kfz.231
- Sd.Kfz.232
- Sd.Kfz.233
- Sd.Kfz.234
- Sd.Kfz.263

## Sd.Kfz. 번호
- Sd.Kfz. 100번대 - 1호전차 및 그 변형(1호 지휘전차는 Sd.kfz 233)
- Sd.Kfz. 120번대 - 2호전차 및 그 변형
- Sd.Kfz. 140번대 - 3호전차 및 그 변형
- Sd.Kfz. 160번대 - 4호전차 및 그 변형
- Sd.Kfz. 170번대 - 5호전차 판터 및 그 변형
- Sd.Kfz. 180번대 - 6호전차 티이거 및 그 변형
- Sd.Kfz. 1번대, 10번대, and 200번대는 하프트랙 및 장갑차에 할당되었음.

## 외국제 노획 무기에 부여된 국가 코드
- a - 미국(Amerika)
- b - 벨기에(Belgien)
- e - 영국(england)
- f - 프랑스(Frankreich)
- h - 네덜란드(Holland)
- i - 이탈리아(Italien)
- ö - 오스트리아(Österreichs)
- p - 폴란드(Polen)
- r - 러시아(소련, Russland)
- t - 체코슬로바키아(Tschechisch)
- d-덴마크(Dänemark)
- k-캐나다(Kanada)
- u-헝가리(Ungarn)

### 외국 노획 전차(Beutepanzer)
미군 전차,장갑차(a)
- pzkpfw M4 748(a)-미군의 M4셔먼 노획.- M4A1,M4A2,M4A3 셔먼 노획. 주포를 Pak40으로 교체한 셔먼도 있다.
- Jagdpanzer M10 762(a)-미군의 M10 울버린 대전차자주포 노획
- M3 Halbkettenfahrzeug- M3 하프트랙 노획. 독일군이 로켓발사기를 M3 하프트랙 측면에 장착한 사진도 있다.
- 베르게셔먼(셔먼 구난전차)-구난전차로 개조된 M4 셔먼. 이탈리아전선에서 길을 잃은 M4셔먼 2대의 승무원들이 제510중전차대대의 포로로 잡히게 되고,제508 중전차대대는 M4셔먼 2대를 구난전차로 개조한다.
- M3 리 중형전차 노획(소련에 공여한 M3 리 중형전차가 독일군에 노획된 사례도 있다)

영국군 전차,장갑차(e)
- Mark II 748(e)-A12 마틸다 II 보병전차 노획
- sturmpanzer churchill/pzkpfw churchill-A22 처칠 보병전차노획
- pzkpfw A13(e)-cruiser tank Mk.I 마크1 순항전차 노획
- panzerjäger 731(e)-유니버셜 캐리어(판저슈렉 대전차무기  3연장 탑재)
- panzerjäger 731(e)-유니버셜 캐리어(Pak36 37mm 대전차포 탑재)
- Rommel's mammoth-AEC 4x4 지휘장갑차 노획
- Jagdpanzer M10 762(e)-M10 울버린 대전차자주포 노획(미국이 랜드리스 정책으로 영국에 공여한 M10 울버린)
- 파이어플라이 (e)-M4A4 셔먼 파이어플라이 노획
- 크루세이더 순항전차 노획
- 테트라크 보병지원용 경전차 노획
- 10.5cm LeFH 16 auf Geschutzwagen Mk.VI(e) :Mk.VI 경전차에 10.5cm LeFH 16 곡사포 탑재
- Mk.VI 경전차 독일군이 탄약수송용으로 개조

소련군 전차,장갑차(r)
- pzkpfw T-34/76 747(r)(1940)-T-34 중형전차 1940년형 노획
- pzkpfw T-34/76 747(r)(1942)-T-34 중형전차 1942년형 노획-인터넷에 보면 독일제 신형 큐폴라 ,쉬르첸이 달린 T-34 1942년형 도 있다.
- pzkpfw T-34 747(r)(1943)-T-34 중형전차 1943년형 노획
- Flakpanzer T-34 747(r)-T-34 중형전차 포탑을 제거하고, 20mm 플라크피어링38 대공포(Flak 38 대공포 4연장) 장착.인터넷의 88mm 대공포 장착 사진은 가짜.
- T-34/85 중형전차 노획
- T-34 구난전차 노획
- pzkpfw KV-1 C 756(r)-KV-1 중전차의 포탑을 Pak40 대전차포를 탑재한 포탑으로 교체.
- pzkpfw KV-1 중전차 노획-개조X
- pzkpfw KV-2 754(r)-KV-2 중전차 노획
- M3 리 중형전차 노획(미국이 랜드리스 정책으로 소련에 공여.)
- BA-10 203(r)-BA-10 장갑차 노획-포탑을 독일전차의 포탑으로 교체한 BA-10 장갑차도 있다.
- pzkpfw T-35 751(r)-T-35 다포탑전차 노획
- IS-2 중전차 노획-OKW(독일국방군최고사령부)글씨가 써져있는 사진이 유명하다.
- T-50 경전차 노획
- T-60 경전차
- pzkpfw T-70 743(r) : T-70 경전차 노획
- T-37 수륙양용경전차 노획
- Artillery Tug 604-Comintern 트럭  노획
- SU-122 자주포 노획
- SU-152 자주포 노획
- Su-76M 자주포 노획
- Su-76i 자주포 노획-소련군이 3호전차를 노획한 뒤 76mm 자주포로 개조했다가 독일군이 노획함. 독일군이 노획한  Su-76i를 소련군이 또 노획
- BT-5 경전차 노획
- pzkpfw BT 742(r)-BT-7 경전차 노획
- T-28 다포탑 중형전차 노획
- T-26 경전차 노획
- T-26 경전차 차체에 Pak 40 75mm L/48 대전차포 장착
- 카츄사 로켓 발사대 노획, 프랑스제 트랙터에 장착.

체코슬로바키아군 전차,장갑차(t)-체코슬로바키아군 장비는 나치 독일의 1938년 체코슬로바키아 합병이후 독일군이 가져간다
- panzer 35(t)-슈코다 LT vz. 35 경전차노획
- panzer 38(t)-CKD-Praga LT-H 경전차 노획
- Praga T-33 전차노획

오스트리아군 전차,장갑차(ö)-오스트리아군 장비는 나치 독일의 1938년 오스트리아 합병이후 독일군이 가져간다.
- 슈타이어 ADGZ 8륜 장갑차-경찰과 SS가 사용.
- 사우러 RR-7트럭 -포병관측차량으로 사용.

프랑스군 전차,장갑차(f)
- pzkpfw B2 740(f)-B1 bis 전차 노획
- pzkpfw B2 Flamm-노획한 B1 bis 전차의 75 mm 주포를 제거한 뒤 25형 화염방사기 장착(24대)
- 105 LeFH 18 B2 자주포-노획한 B1 bis 전차에 LeFH 18 105mm 경곡사포 탑재.
- pzkpfw 35H 734(f)-호치키스 H35 기병전차 노획
- pzkpfw 18R 730(f)-르노 FT17/18 경전차 노획
- pzkpfw 39H 735(f)-호치키스 H39 기병전차 노획
- pzkpfw 35R 731(f)-르노 R35 경전차 노획
- pzkpfw AMC 35. 738(f)-AMC 35. 기병전차 노획
- P 204(f)-파나르 P 178 장갑차 노획
- 르노 UE 궤도차 노획
- 소뮤아 S35 기병전차 노획- 부르프라멘 40 로켓 4발을 차체에 장착
- 2C 전차(Char 2C) 노획-대부분 파괴. 독일이 실전에 쓴 것은 하나도 없다.
- TRC 로렌 37L 노획-마르더 1대전차자주포 로 개조.
- FCM 36 보병전차 노획-마르더 1 대전차자주포 로 개조.

벨기에군 전차,장갑차(f)
- Panzerspähwagen VCL 701 (b) : T-15 경전차 노획

네덜란드군 전차,장갑차(h)
- Panzerspähwagen DAF 201(h) : DAF 社의 M39 Pantserwagen 차륜형 장갑차 노획
- L-180 : 스웨덴제 장갑차이다. 네덜란드군은 L-180 을 수입해 운용했으며, 1940년 독일의 네덜란드 침공때 독일국방군과 독일 경잘이 노획했다.
- L-181 : 스웨덴제 장갑차이다.네덜란드군은 L-181 장갑차를 수입해 운용했으며,1940년 독일의 네덜란드 침공때 독일 경찰이 노획했다.

폴란드군 전차,장갑차(p)
- 7TP 전차 노획
- wz.34 장갑차 노획

이탈리아군 전차,장갑차(i)-이탈리아군 장비는 1943년 이탈리아 항복 이후 독일군이 가져간다.
- AB43 spähpanzer-오토블린도 AB43 장갑차
- sd.kfz 735(i)-Fiat M13/40 전차
- P40 747(i)-Fiat P26/40 중전차
- sturmgeschütz M42-세모벤테 75/18자주포